# Тетенс, Иоганн Николас
Иоганн Николас Тетенс (нем. Johannes Nikolaus Tetens; 16 сентября 1736, Тетенбюлль, Шлезвиг — 17 августа 1807, Копенгаген) — немецко-датский философ

, математик и культуролог.

## Биография
С 1760 года — преподавал философию и физику. В 1776 году — профессор философии в Киле. После переезда в Копенгаген в 1789 году стал чиновником в финансовой коллегии, позже содиректором банка.
Тетенс был одним из выдающихся представителей эклектизма, сочетавшего в себе в непримиренном виде элементы эмпирической философии и вольфианского рационализма; этот эклектизм носит имя «философии просвещения». Главный труд Тетенса: «Philosophische Versuche über die menschliche Natur und ihre Entwickelung» (1776) заключает в себе психологический трактат, в котором автор пытается преодолеть односторонности английской ассоциационной психологии Гартли и Пристли и сенсуализма Кондильяка, а также недостатки лейбнице-вольфовской монадологии. Эта попытка ему, как и Ламберту, который оказал на него влияние, не удается.
Так, например, Тетенс берет у Лейбница учение о монадах, и душа является для него простой бестелесной сущностью, обладающей прирожденными ей необходимыми законами разума, — и в то же время он примыкает к эмпирическому воззрению на происхождение идеи пространства из ассоциации зрительных и осязательных ощущений (учение Беркли).
По мнению Когена, весьма вероятно, что Кант ознакомился с современными ему генетическими взглядами на происхождение идеи пространства именно из книги Тетенса. Несомненно, с другой стороны, что и Кант оказал влияние на взгляды Тетенса своею диссертацией «De mundi sensiblilis atque intelligibilis forma et principiis», появившейся в 1770 г.; им навеяно, например, различение формальной и материальной стороны познания — активности разума и пассивности чувственности.
Вместе с эстетиком Зульцером Тетенс заменил аристотелевское двойственное деление душевных способностей (интеллект и воля) тройственным, выделив чувства в особую группу. Это тройственное деление душевных способностей было всецело принято Кантом и положено в основание его системы (три «критики» соответственно трем душевным способностям). Стиль Тетенса не отличается легкостью. В своих этических взглядах Тетенс примыкает к вольфианской школе.
Кроме философии, Тетенс работой «Einleitung zur Berechnung der Leibrenten und Anwartschaften» внёс вклад в развитие теории актуарных расчётов.

## Сочинения
- Gedanken von einigen Ursachen, warum in der Metaphysik nur wenige ausgemachte Wahrheiten sind, 1760
- Abhandlungen von den Beweisen des Daseins Gottes, 1761
- Über den Ursprung der Sprache und der Schrift, 1772
- Über die allgemeine speculativische Philosophie, 1775
- Philosophische Versuche über die menschliche Natur und ihre Entwicklung, 1777, Band 1 und Band 2
- Einleitung zur Berechnung der Leibrenten und Anwartschaften, Leipzig, 1785—1786
- Reisen in die Marschländer der Nordsee, 1788
- Sprachphilosophische Versuche, Hrsg. von Heinrich Pfannkuch, 1971 ISBN 3-7873-0253-0